# 小行星6112
小行星6112（英語：6112 Ludolfschultz）是一颗围绕太阳公转的小行星。1981年2月28日，舒爾特·巴斯在赛丁泉山发现了此天体。
这颗小行星的绝对星等为127.34726等。